# Il sindaco
Il sindaco è un film del 1996 diretto da Ugo Fabrizio Giordani. 
Il soggetto è tratto dalla commedia di Eduardo De Filippo Il sindaco del rione Sanità. È l'ultimo film di Lino Troisi.

## Trama
Don Antonio Barracano vive in una grande villa in una città degli Stati Uniti d'America. Con Antonio c'è la moglie Armida, molto più giovane di lui, per amore della quale ha abbandonato il suo passato da camorrista. La coppia ha tre figli, i due maschi e la femmina Geraldina, che vivono con i genitori. Antonio è onorato e rispettato dalla comunità italiana locale, di cui è la figura di riferimento.
Ha inoltre in casa, da trentacinque anni, il suo medico personale, Fabio Della Ragione, che lo assiste e gli fa da factotum, e che è in procinto di ritornare in Italia per dedicarsi ad un'onesta carriera negli ultimi anni di vita.
La famiglia Barracano sta preparando una grande festa di compleanno per festeggiare i 75 anni di Antonio.
Un giorno però, dopo che il  "Sindaco" ha risolto una controversia legata ad un debito tra due piccoli delinquenti locali, si presenta in casa Rafiluccio Santaniello accompagnato da Rituccia, sua compagna in avanzata gravidanza. Rafiluccio rivela a Don Antonio che è sul punto di uccidere suo padre, ricco fornaio con giovane convivente a carico, poiché è stato da questi diseredato e cacciato di casa per motivi futili, ma soprattutto a causa di Rituccia, di cui il padre non tollerava le umili origini.
Barracano, colpito dalle parole del giovane nonché dalla sua dignità, convoca in casa il ricco fornaio, il signor Arturo, per ascoltare la storia raccontata da lui.
Siccome l'uomo sembra restio a parlarne, Don Antonio gli racconta di come lui stesso, quando era guardiano di pecore molti anni prima, era stato costretto ad uccidere un pecoraio rivale a causa di una rissa, e a causa di ciò era fuggito in America dove aveva costruito il suo "regno"; in base a quell'esperienza, aveva compreso che l'unico modo per lavarsi le mani da una carriera così brutale è quella di amare i figli con ardore immenso. Ma il rifiuto del fornaio a perdonare il figlio persiste; anzi, l'uomo manca gravemente di rispetto a Don Antonio che, dominandosi, si limita a mandarlo via.
Dopo aver esaminato la situazione e aver parlato con Rafiluccio, Don Antonio, accompagnato da Fabio, si reca al negozio di Santaniello per fargli l'ultima proposta di riconciliazione. Ma l'uomo non demorde anzi, approfittando che sono soli, accoltella Don Antonio ad un fianco. Don Antonio, però, non intende denunciare il fatto per evitare che i suoi stessi figli diano vita a una faida contro Santaniello per vendicare il padre. Fa quindi promettere a Fabio di mantenere il silenzio sull'accaduto. Gli chiede poi di sostenerlo durante la festa di compleanno.
Don Antonio, presentendo la fine e riuscendo a dominare il dolore, appare alla sua festa di compleanno annunciando il suo "ritiro" da capo della comunità: "Un uomo non può prendersi cura di tutto un quartiere. (...) Ho sempre cercato di credere che il mondo fosse rotondo. Ma ora io vi chiedo: per piacere, fatelo un poco quadrato".
Con la complicità di Fabio, sistema definitivamente la questione Santaniello obbligando Arturo a firmare un grosso assegno e a intestare uno dei suoi negozi al nipote nascituro. Finalmente Don Antonio si accascia a terra, stremato dal dolore, mentre tutti cercano di soccorrerlo. Scosso da quanto accaduto, Fabio deciderà di non rispettare la volontà di Antonio e rivelare tutta la storia di Santaniello, affinché i colpevoli vengano puniti e il mondo diventi "un po' meno rotondo e un po' più quadrato".